# Distretto di Kanchipuram
Il distretto di Kanchipuram è un distretto del Tamil Nadu, in India, di 2 869 920 abitanti. Il suo capoluogo è Kanchipuram.